# Christoph von Greuth
Christoph von Greuth († 3. August 1482 in St. Blasien) aus dem Schaffhauser Patriziergeschlecht der Herren von Greuth war von 1461 bis 1482 Abt im Kloster St. Blasien im Südschwarzwald.

## Erwerbung
Er erwarb für das Kloster 1480 von Ritter Heinrich von Rümlang und seiner Gemahlin Frau Veronika Froneck, geborene von Landenberg zu Greifensee die Burg Gutenburg.

## Wappen
Sein Wappen zeigt einen rechts einmal und links zweimal geästeten Baumstumpf mit dreifach ausschlagender Wurzel auf gold-schwarz gegittertem, mit Pelzwerk eingefasstem Schild.

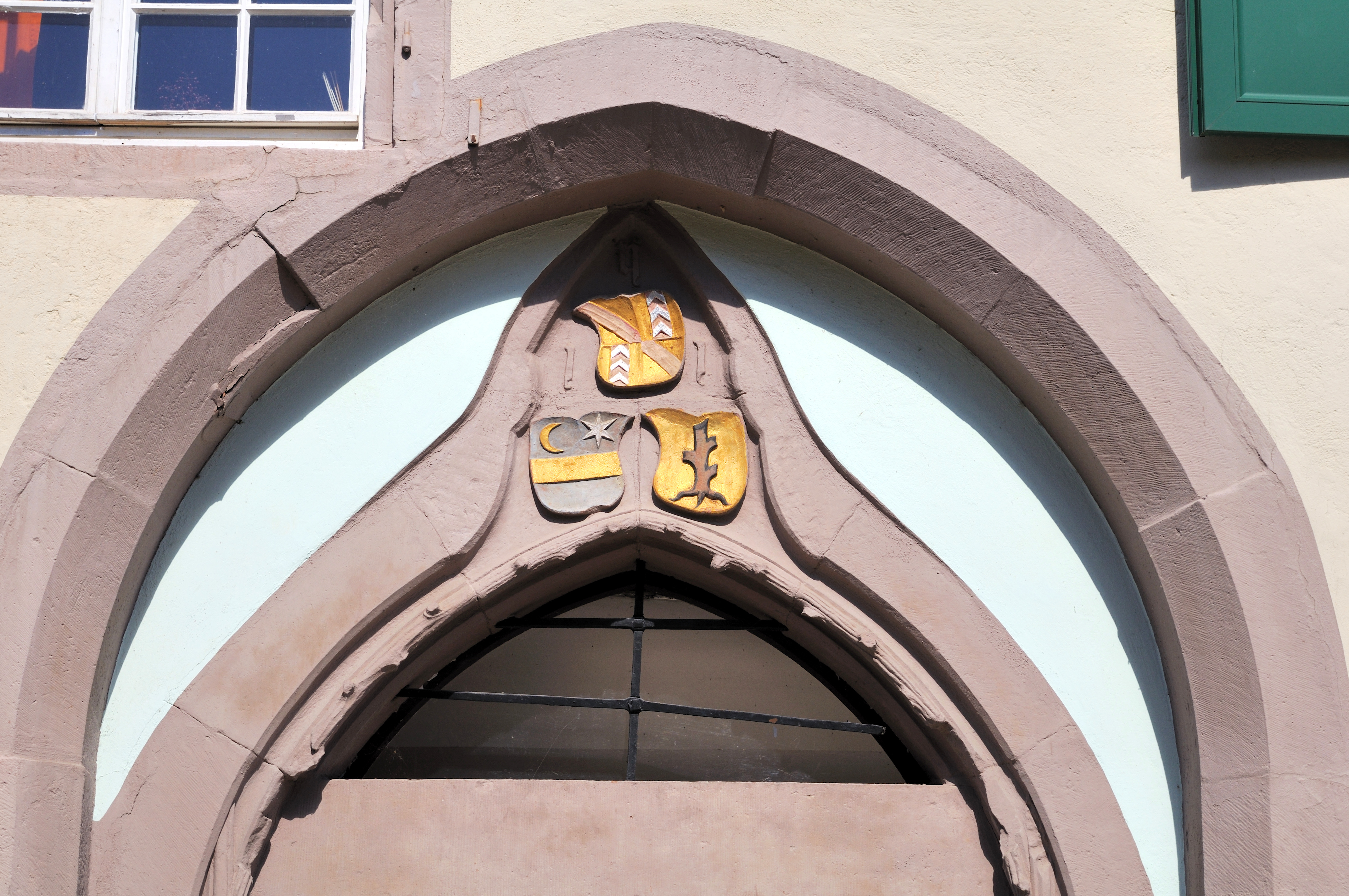
Wappen am Kloster Weitenau